# Breitling Navitimer
Pour les articles homonymes, voir Breitling, Navigation et Timer.
Les Breitling Navitimer et Breitling Navitimer Cosmonaute (contraction de navigation et de timer) sont une célèbre gamme de montre automatique emblématique de luxe du fabricant de montres suisse Breitling, conçue avec ses modèles d'origines « Breitling Navitimer 1 » de 1952, puis « Breitling Navitimer Cosmonaute » de 1962, pour le monde de l’aéronautique et de l'astronautique. 

## Histoire

### Breitling Chronomat
Léon Breitling (1860-1914) crée en 1884 son industrie Breitling de montre, chronographe, et compteur d'automobile (réputé pour sa fiabilité et ses performances) à Saint-Imier, puis La Chaux-de-Fonds, sur la frontière franco-suisse. La marque conçoit sa Breitling Chronomat en 1942, première montre-chronomètre-chronographe brevetée certifiée COSC (contrôle officiel suisse des chronomètres) à intégrer des règles de calculs circulaires de navigation aérienne, indispensables au vol et vitales pour les pilotes du monde de l'aéronautique d'alors (avant l'invention des calculateurs numériques et de l'informatique).

Quelques modèles Breitling Navitimer
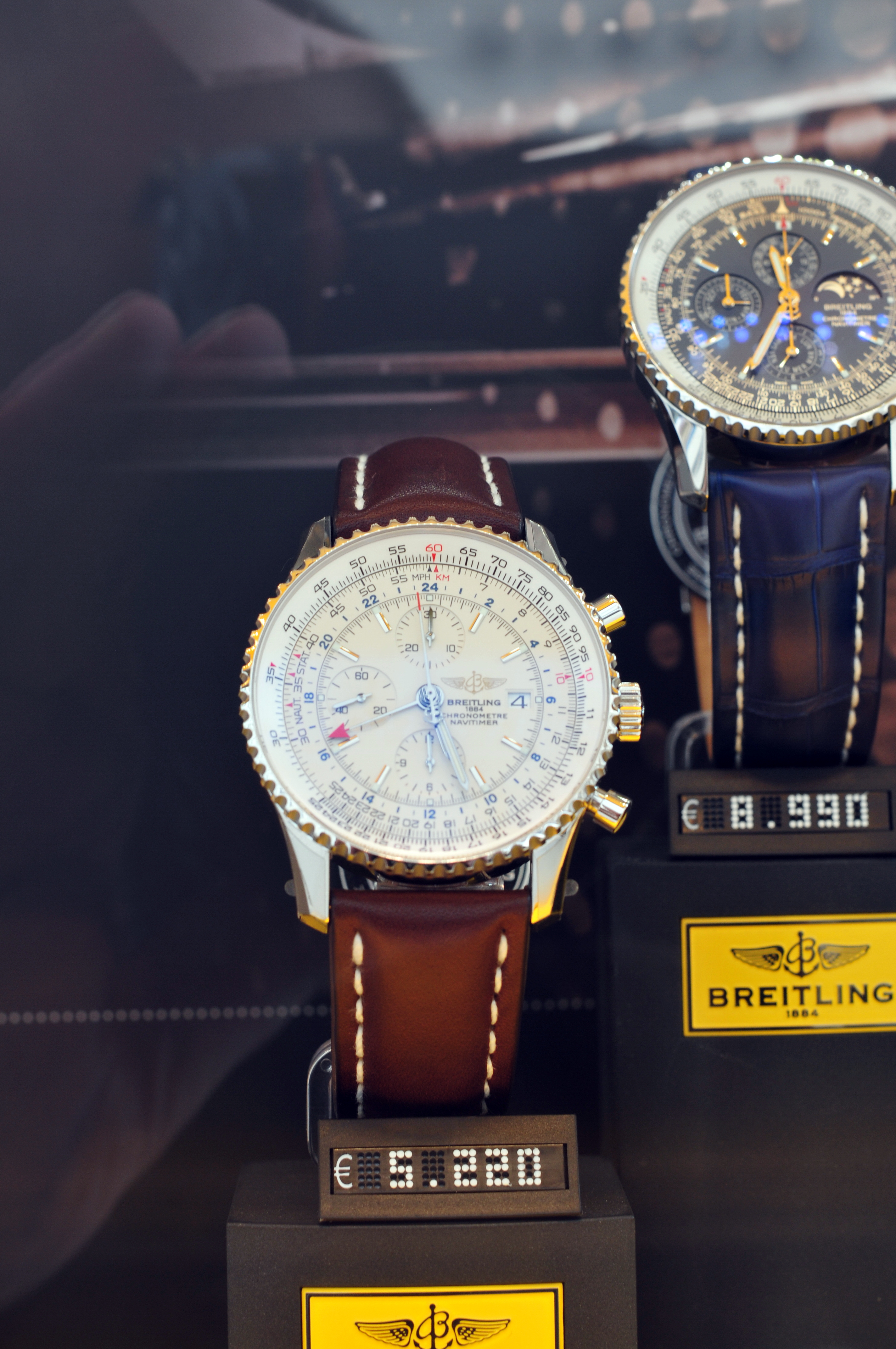
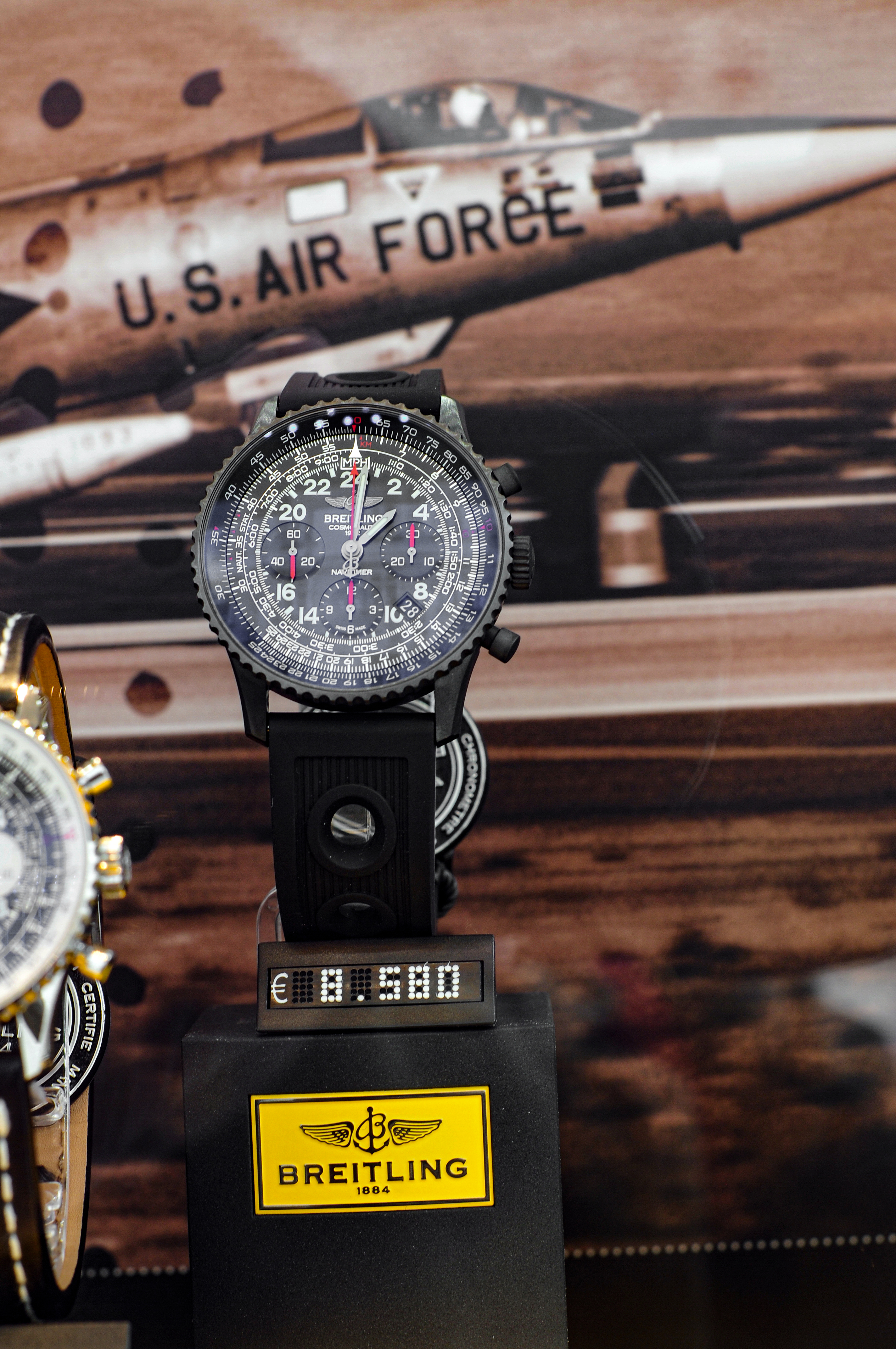
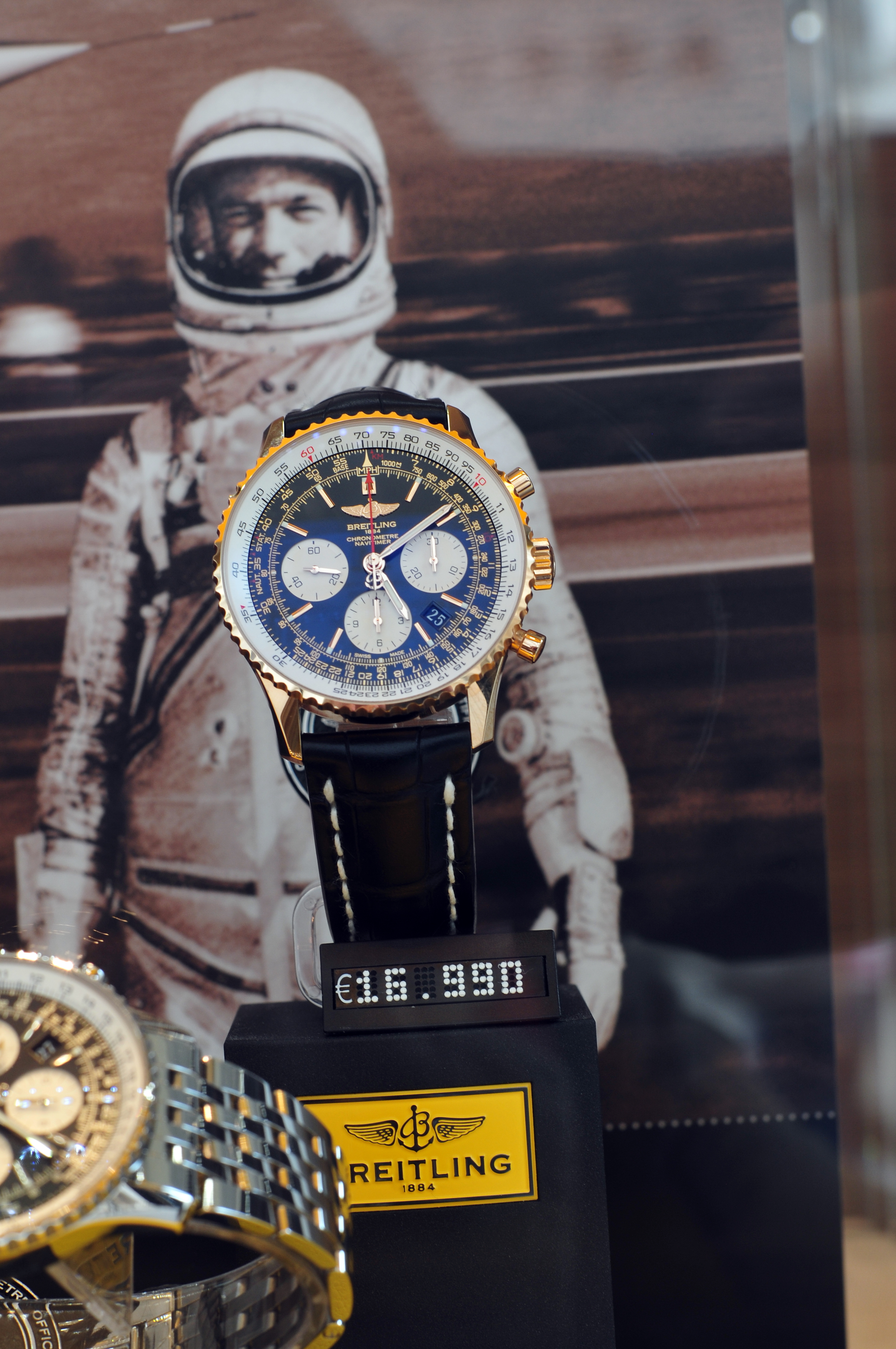
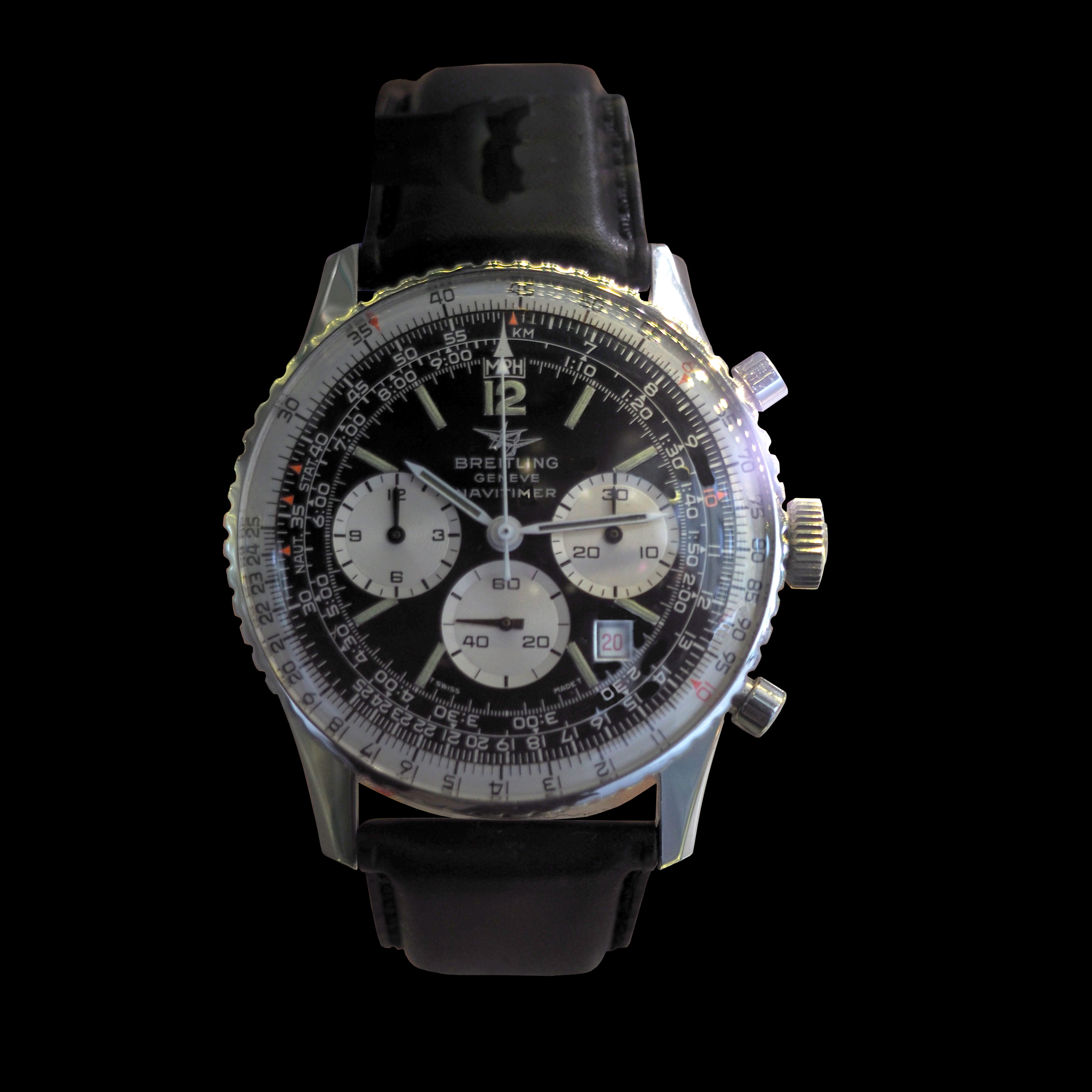
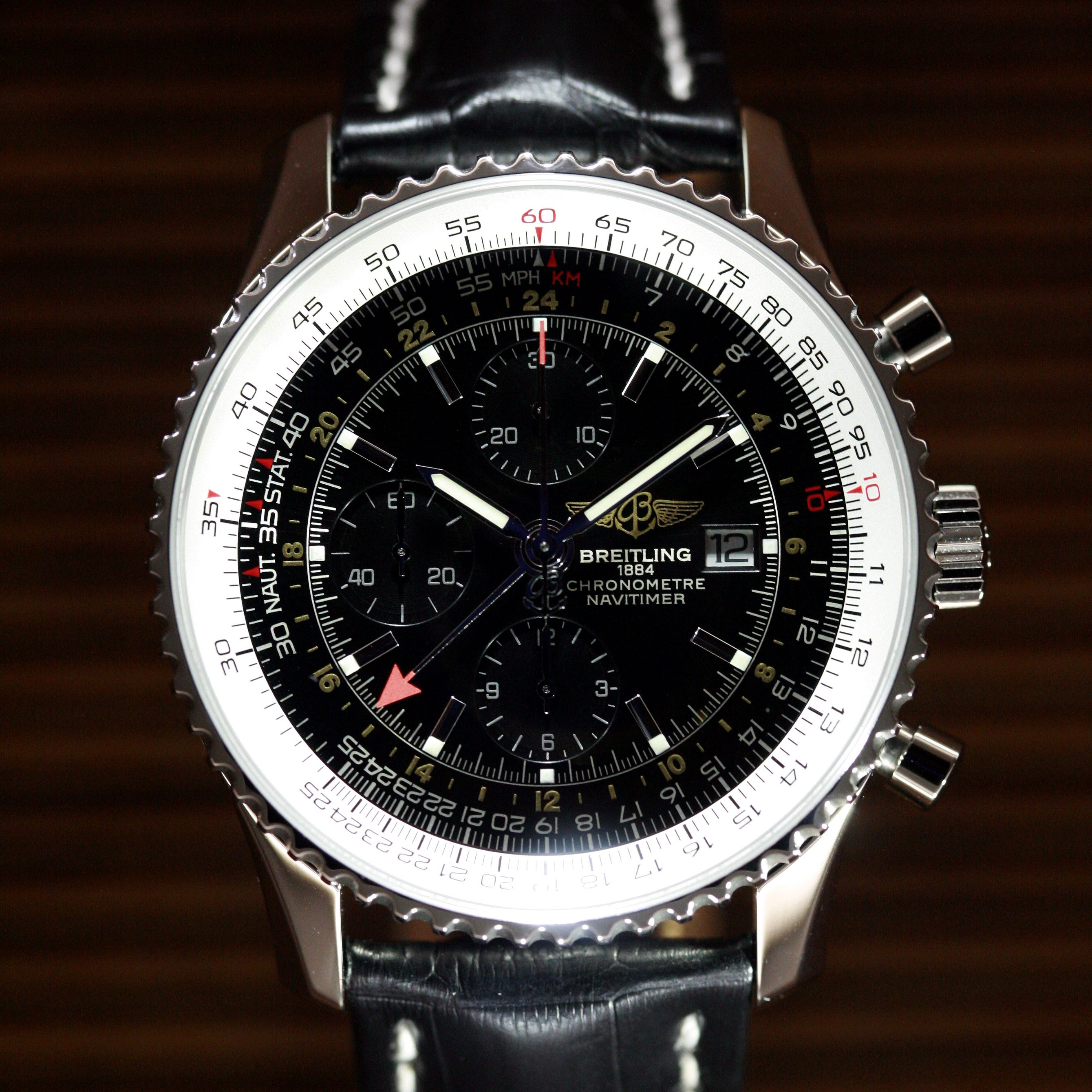

### Breitling Navitimer
En 1952 (10 ans plus tard), Breitling conçoit cette nouvelle gamme de montre emblématique, « Navitimer » (contraction de « navigation » et de « timer », version améliorée des Breitling Chronomat précédentes), dotée selon les modèles et avec le temps, de règles de calcul plus complètes et de nouvelles fonctionnalités, dont calendrier perpétuel, règle à calcul circulaire à lunette tournante bidirectionnelle permettant de résoudre les opérations courantes de calcul mental de navigation aérienne] : tachymètre (vitesse de déplacement d'un objet en mouvement), vitesse ascensionnelle, temps de vol en fonction de la distance et de la vitesse, vitesse moyenne, distance parcourue, consommation de carburant, conversion de mile en kilomètre ou en mille nautique, etc.

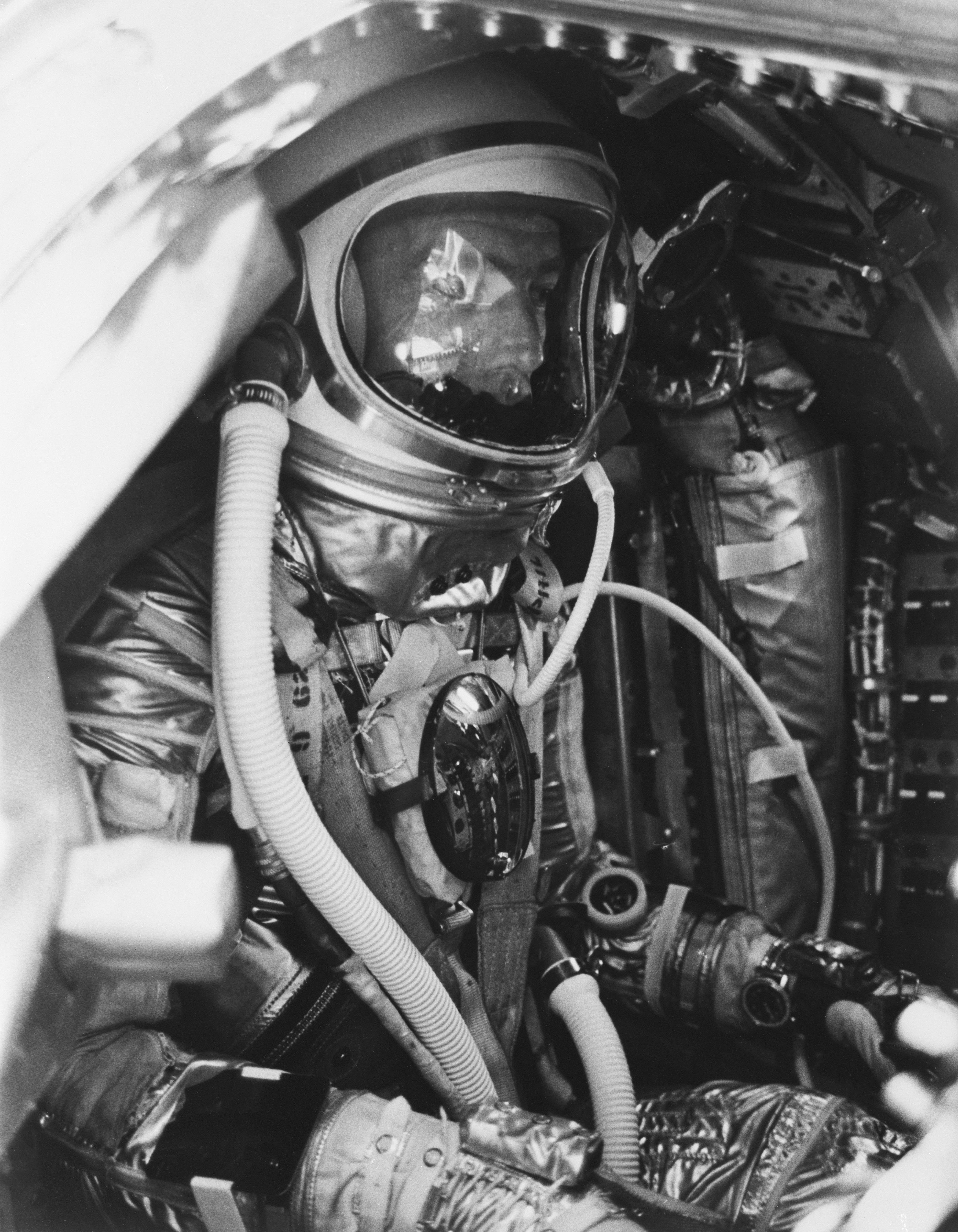
La Breitling Navitimer Cosmonaute de l'astronaute Scott Carpenter, en orbite terrestre le 24 mai 1962, sur mission Mercury-Atlas 7.

Son calibre 01 Breitling est décliné du célèbre calibre horloger de référence historique Valjoux 7750,, monté dans un boitier large de 41 mm en or ou acier inoxydable, étanche à 30 m, avec verre résistant aux rayures et aiguilles luminescentes.

### Breitling Navitimer Cosmonaute
Breitling décline en 1962 ce modèle de référence en gamme « Breitling Navitimer Cosmonaute » pour les premiers vols spatiaux habités de l'histoire de l'exploration spatiale dans les années 1960 (marqués en particulier par les spationautes Youri Gagarine, du premier vol spatial habité du 12 avril 1961, durant une orbite terrestre de Vostok 1, ou Neil Armstrong, premier homme à poser le pied sur la Lune le 20 juillet 1969 avec Apollo 11). Choisie pour ses qualités certifiées de robustesse, performance, précision, fiabilité, et capacité à résister à des conditions aéronautiques spéciales hors normes, Breitling développe une version améliorée de sa Navitimer, résistante à 3 bars de pression, avec échelle de conversion degré Celsius-degré Fahrenheit, et « affichage des 24 heures du jour sur un seul tour de cadran » pour pouvoir différencier le jour de la nuit, midi de minuit, dans l’|espace, où les notions d'espace-temps deviennent très relatives. La montre entre dans la légende de l'histoire de l'horlogerie en devenant l'une des premières montres de la conquête de l’espace, avec le vol spatial du 24 mai 1962 de l’astronaute américain Scott Carpenter, qui effectue avec elle trois orbites autour de la Terre avec succès à bord de la mission Mercury-Atlas 7 du programme Mercury.